# 数学归纳法
数学归纳法（英語：mathematical induction，縮寫：MI）是一种数学证明方法，通常被用于证明某个给定命题在整个或者局部自然数范围内成立。除了自然数以外，广义上的数学归纳法也可以用于证明一般良基结构，例如：集合论中的树。这种广义的数学归纳法应用于数学逻辑和计算机科学领域，称作结构归纳法。
虽然数学归纳法名字中有“归纳”，但是数学归纳法并非逻辑上不严谨的归纳推理法，它属于完全严谨的演绎推理法。事實上，所有數學證明都属于演繹推理方法。

## 定义
最简单和常见的数学归纳法是证明当{\displaystyle n}等于任意一个自然数时某命题成立。证明分下面两步：

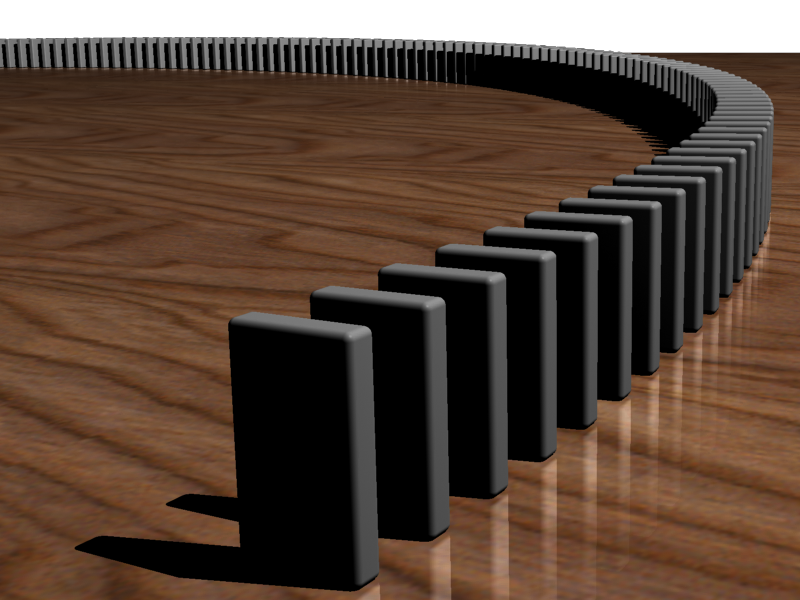
骨牌一个接一个倒下，就如同一个值到下一个值的过程

1. 证明 “当{\displaystyle n=1}时命题成立。”（选择数字1因其作为自然数集合中的最小值）
2. 证明 “若假设在{\displaystyle n=m}时命题成立，可推導出在{\displaystyle n=m+1}时命题成立。（{\displaystyle m}代表任意自然数）”

这种方法的原理在于：首先证明在某个起点值时命题成立，然后证明从一个值到下一个值的过程有效。当这两点都已经证明，那么任意值都可以通过反复使用这个方法推导出来。把这个方法想成多米诺骨牌效应也许更容易理解一些。例如：你有一列很长的直立着的多米诺骨牌，如果你可以：
1. 证明 「第一张骨牌会倒。」
2. 证明 「只要任意一张骨牌倒了，其下一张骨牌也会因為前面的骨牌倒而跟著倒。」

则可下结论：所有的骨牌都会倒下。

## 例子

### 例子1
证明下面这个给定公式（命题）为真：
{\displaystyle 1+2+3+\cdots +n={\frac {n(n+1)}{2}}}
其中{\displaystyle n}为任意自然数。这是用于计算前n个自然数的和的简单公式。

#### 证明

##### 第一步-起始步骤
第一步是验证这个公式在{\displaystyle n=1}时成立。左边{\displaystyle =1}，而右边{\displaystyle ={\frac {1(1+1)}{2}}=1}，所以这个公式在{\displaystyle n=1}时成立。第一步完成。

##### 第二步-推递步骤
第二步证明假设{\displaystyle n=m}时公式成立，则可推理出{\displaystyle n=m+1}时公式也成立。 证明步骤如下。
假设{\displaystyle n=m}时公式成立。即
{\displaystyle 1+2+\cdots +m={\frac {m(m+1)}{2}}}【等式{\displaystyle P(m)}】
然后在等式等号两边分别加上{\displaystyle m+1}得到
{\displaystyle 1+2+\cdots +m+(m+1)={\frac {m(m+1)}{2}}+(m+1)}【等式{\displaystyle P(m+1)}】
这就是{\displaystyle n=m+1}时的等式。
现在需要根据等式等式{\displaystyle P(m+1)}演绎出等式{\displaystyle P(m)}的符号形式。（需要注意的是如果给定公式不为真，则做不到）通过因式分解合并(形式变换/字符操纵)，等式{\displaystyle P(m+1)}的右手边
{\displaystyle ={\frac {m(m+1)}{2}}+{\frac {2(m+1)}{2}}={\frac {(m+2)(m+1)}{2}}={\frac {(m+1)(m+2)}{2}}={\frac {(m+1)[(m+1)+1]}{2}}.}
也就是说
{\displaystyle 1+2+\cdots +(m+1)={\frac {(m+1)[(m+1)+1]}{2}}}
这样便证明了从等式{\displaystyle P(m)}成立可推理出等式{\displaystyle P(m+1)}也成立。证明至此完成，结论：对于任意自然数{\displaystyle n}，{\displaystyle P(n)}均成立。

#### 解释
在这个证明中，推理的过程如下：
1. 首先证明命题{\displaystyle P(1)}成立，即公式在{\displaystyle n=1}时成立。
2. 然后证明从命题{\displaystyle P(m)}成立可以推演出命题{\displaystyle P(m+1)}也成立。【此部实际属于演绎推理法。技术方法是基于命题{\displaystyle P(m+1)}的符号形式变换出命题{\displaystyle P(m)}的符号形式。】
3. 根据上两条从命题{\displaystyle P(1)}成立可以推理出命题{\displaystyle P(1+1)}，也就是命题{\displaystyle P(2)}成立。
4. 继续推理，可以知道命题{\displaystyle P(3)}成立。
5. 从命题{\displaystyle P(3)}成立可以推导出命题{\displaystyle P(4)}也成立。
6. 不断的重复推導下一命題成立的步驟。（这就是所谓“归纳”推理的地方）
7. 我们便可以下结论：对于任意自然数{\displaystyle n}，命题{\displaystyle P(n)} 成立。

### 例子2
证明对于Fibonacci数列，定義{\displaystyle F_{n}=F_{n-1}+F_{n-2}}，且{\displaystyle F_{0}=0,F_{1}=1}，則{\displaystyle F_{0}+F_{1}+F_{2}+\cdots +F_{n}=F_{n+2}-1}。

#### 证明
首先，我们先使得{\displaystyle n=0}的情况成立，{\displaystyle F_{0}=F_{2}-1,0=1-1=0}
然后，我们假定{\displaystyle n=k}的情况下的成立的，{\displaystyle F_{0}+F_{1}+...+F_{k}=F_{k+2}-1}
然后我们使得{\displaystyle n=k+1}的情况也成立，（这是为了表明，如果有任意数k使得其成立，则有其+1也成立）
{\displaystyle F_{0}+F_{1}+...+F_{k}+F_{k+1}=F_{k+2}-1+F_{k+1}=F_{k+3}-1}
于是我们得证，即从{\displaystyle n=0}，到{\displaystyle n=0+1,1+1,2+1}到所有正实数都成立，就像多米诺骨牌的第一块{\displaystyle n=0}成立而且每一块的下一块都成立（{\displaystyle k,k+1})

## 数学归纳法的变体
在应用中，数学归纳法常常需要采取一些变化来适应实际的需求。下面介绍一些常见的数学归纳法变体。

### 从0以外的自然数开始
第一种情况：
如果欲证明的命题并不是针对全部自然数，而只是针对所有大于等于某个数字b的自然数，那么证明的步骤需要做如下修改：
1. 第一步，证明当{\displaystyle n=b}时命题成立。
2. 第二步，证明如果{\displaystyle n=m}（{\displaystyle m\geq b}） 成立，那么可以推导出{\displaystyle n=m+1}也成立。

用这个方法可以证明诸如“当{\displaystyle n\geq 5}时，{\displaystyle 2^{n}>n^{2}}这一类命题。
第二种情况：
如果欲证明的命题针对全部自然数，但仅当大于等于某个数字b时比较容易证明，则可参考如下步骤：
1. 第一步，证明当{\displaystyle n=0,1,2,\cdots ,b}时命题成立。
2. 第二步，证明如果{\displaystyle n=m}（{\displaystyle m\geq b}）成立，那么可以推导出{\displaystyle n=m+1}也成立。

用这种方法可以证明一些需要通过放缩来证明的不等式。

### 只針對偶数或只針對奇数
如果我们想证明的命题并不是针对全部自然数，而只是针对所有奇数或偶数，那么证明的步骤需要做如下修改：
奇数方面：
1. 第一步，证明当{\displaystyle n=1}时命题成立。
2. 第二步，证明如果{\displaystyle n=m}成立，那么可以推导出{\displaystyle n=m+2}也成立。

偶数方面：
1. 第一步，证明当{\displaystyle n=0}或{\displaystyle n=2}时命题成立。
2. 第二步，证明如果{\displaystyle n=m}成立，那么可以推导出{\displaystyle n=m+2}也成立。

或調整命題表述，使之變為對所有正整數成立，例如
證明「{\displaystyle 1+3+5+7+\cdots +a={\frac {(a+1)^{2}}{4}}}對所有正奇數{\displaystyle a}成立」等價於證明「{\displaystyle 1+3+5+7+\cdots +(2b-1)=b^{2}}對所有正整數{\displaystyle b}成立」。

### 遞迴歸納法
又名递降归纳法。数学归纳法并不是只能应用于形如“对任意的{\displaystyle n}”这样的命题。对于形如“对任意的{\displaystyle n=0,1,2,\cdots ,m}”这样的命题，如果对一般的{\displaystyle n}比较复杂，而{\displaystyle n=m}比较容易验证，并且我们可以实现从{\displaystyle k}到{\displaystyle k-1}的递推，{\displaystyle k=1,\cdots ,m}的话，我们就能应用归纳法得到对于任意的{\displaystyle n=0,1,2,\cdots ,m}，原命题均成立。

### 完整归纳法
另一个一般化的方法叫完整归纳法（也称第二数学归纳法或强归纳法），在第二步中我们假定式子不仅当{\displaystyle n=m}时成立，当{\displaystyle n}小于或等于{\displaystyle m}时也成立。这样可以设计出这样两步:
1. 证明当{\displaystyle n=0}时式子成立.
2. 证明当{\displaystyle n\leq m}时成立，那么当{\displaystyle n=m+1}时式子也成立.

例如，这种方法被用来证明：
{\displaystyle \mathrm {fib} (n)={\frac {\Phi ^{n}-\left(-\Phi \right)^{-n}}{5^{\frac {1}{2}}}}}
其中 {\displaystyle \mathrm {fib} (n)}是第{\displaystyle n}个斐波纳契数和{\displaystyle \Phi ={\frac {1+5^{\frac {1}{2}}}{2}}}（即黄金分割）。如果我们可以假设式子已经在当{\displaystyle n=m}和{\displaystyle n=m-1}时成立，从{\displaystyle \mathrm {fib} (m+1)=\mathrm {fib} (m)+\mathrm {fib} (m-1)}之后可以直截了当地证明当{\displaystyle n=m+1}时式子成立.
这种方法也是第一种形式的特殊化：
1. 定义{\displaystyle \mathrm {P} (n)}是我们将证的式子,
2. {\displaystyle \mathrm {P} (0)}和{\displaystyle \mathrm {P} (1)}成立
3. {\displaystyle \mathrm {P} (m+1)}在{\displaystyle \mathrm {P} (m)}和{\displaystyle \mathrm {P} (m-1)}成立时成立。

结论：{\displaystyle \mathrm {P} (n)}对一切自然数{\displaystyle n}成立。

### 超限归纳法
最后两步可以用这样一步表示：
证明如果式子在所有的{\displaystyle n<m}成立，那么式子在当{\displaystyle n=m}时也成立。
实际上这是数学归纳法的大多数通式，可以知道他不仅对表达自然数的式子有效，而且对于任何在良基集（也就是一个偏序的集合，包括有限降链）中元素的式子也有效（这里"{\displaystyle <}"被定义为{\displaystyle a<b} 当且仅当{\displaystyle a\leq b}和{\displaystyle a\neq b}）。
这种形式的归纳法当运用到序数（以良序的和一些的良基类的形式）时被称为超限归纳法，它在集合论、拓扑学和其他领域是一種重要的方法。
要区别用超限归纳法证明的命题的三种情况：
1. {\displaystyle m}是一个极小元素，也就是没有一个元素小于{\displaystyle m}
2. {\displaystyle m}有一个直接的前辈，比{\displaystyle m}小的元素有一个大的元素
3. {\displaystyle m}没有任何前辈，也就是{\displaystyle m}是一个界限序数.

参见数学归纳法的三种形式。

## 形式寫法

### 使用二階邏輯
二階邏輯可捕捉數學歸納法這概念，表達成如下邏輯式：
{\displaystyle \displaystyle \forall P{\Bigl (}P(0)\land \forall k{\bigl (}P(k)\Rightarrow P(k+1){\bigr )}\Rightarrow \forall n{\bigl (}P(n){\bigr )}{\Bigr )}}，
{\displaystyle P(.)}是容納一自然數的述詞變元，遍歷所有述詞而非個別數字，為二階量詞（是故此式與二階邏輯有關），{\displaystyle k}與{\displaystyle n}則是自然數變元，遍歷所有自然數。
白話解釋此式，此式說：起始步驟{\displaystyle P(0)}與推遞步驟（即歸納假設，{\displaystyle P(k)}蘊涵 {\displaystyle P(k+1)}） 兩步成立會導出對任一自然數{\displaystyle n}， {\displaystyle P(n)}成立之結論。通常，我們為了證明第二步，會假設{\displaystyle P(n)}成立（歸納假設），再進一步證明{\displaystyle P(n+1)}。此牽涉到條件證法，將條件句之前件作為假設，假定其正確以便於證明。

### 使用一階邏輯
若用一階邏輯將數學歸納法公設化，則須採用公設模式，替每一個可能存在的述詞設下針對其的獨立公設。舉例而言，我們僅允許三個一階述詞存在，分別名為{\displaystyle P_{1}}、{\displaystyle P_{2}}、{\displaystyle P_{3}} ，則原先以二階邏輯描述的公設可改寫為：
{\displaystyle \displaystyle P_{1}(0)\land \forall k{\bigl (}P_{1}(k)\to P_{1}(k+1){\bigr )}\to \forall n{\bigl (}P_{1}(n){\bigr )}}，
{\displaystyle \displaystyle P_{2}(0)\land \forall k{\bigl (}P_{2}(k)\to P_{2}(k+1){\bigr )}\to \forall n{\bigl (}P_{2}(n){\bigr )}}，
{\displaystyle \displaystyle P_{3}(0)\land \forall k{\bigl (}P_{3}(k)\to P_{3}(k+1){\bigr )}\to \forall n{\bigl (}P_{3}(n){\bigr )}}，
。然而其強度與以二階邏輯描述之邏輯式不同，前者較後者弱。理由為一階邏輯述詞之數量為可數，而二階邏輯量限所迭代的集合為不可數。
此外，二階邏輯所表示的歸納公設綜合其它皮亞諾公設為同疇(categorical)，且所得之自然數模型無限大。根據勒文海姆-斯科倫定理，用一階邏輯表達的理論若有可數無限大的模型，則其有不可數大的模型，是故無法前頭將所述的模型公設化。亦即，用二階邏輯表達的公設僅允許一群模型彼此同構，而一階邏輯模型則因前述定理，並非每個模型都同構。

### 使用一階ZFC集合論
一階ZFC集合論不允許述詞被遍歷， 但我們可以藉由遍歷集合，繞過一階邏輯之限制，描述歸納法：
{\displaystyle \forall A{\Bigl (}0\in A\land \forall k\in \mathbb {N} {\bigl (}k\in A\to (k+1)\in A{\bigr )}\to \mathbb {N} \subseteq A{\Bigr )}}
{\displaystyle A} 本身是集合，但可視作命題——只要命題在這數下成立，數字就會收入集合。別於皮亞諾公設，將數學歸納法定為公設，ZFC集合論直接定義自然數，使得歸納法本身是定理而非公設。

## 数学归纳法的合理性
皮亞諾公理視數學歸納法不證自明，設作公理，而於策梅洛-弗兰克尔集合论，數學歸納法可从良序定理推导出来。需要注意的是数学归纳法只能判定给定命题的真，而不能证伪，因为在形式变换这一过程需要一定技巧与灵感。抽象的概念如自然数，可通过抽象的工具去处理。通过有限的步骤处理无限的对象如证明质数的无穷。